# Tahoua (Region)
Die Region Tahoua [taˈwa] ist eine der sieben Regionen Nigers und liegt im mittleren Westen des Landes. Ihre Hauptstadt ist Tahoua. Die Region hat 3.328.365 Einwohner (2012).

## Geographie

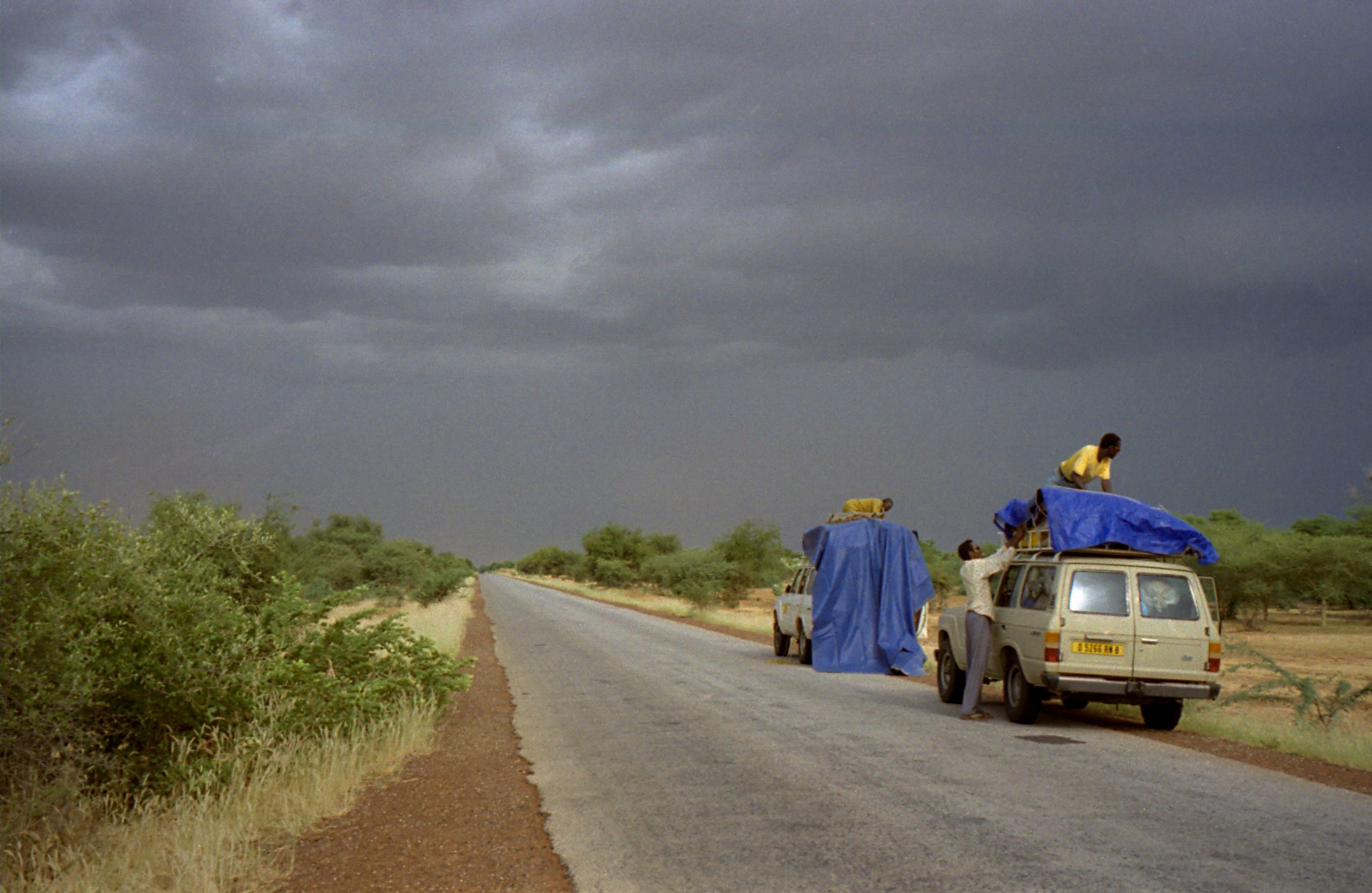
Eine Straße in der Region Tahoua (2007)

Tahoua grenzt im Nordosten an die nigrische Region Agadez, im Südosten an die nigrische Region Maradi, im Süden an den nigerianischen Bundesstaat Sokoto, im Südwesten an die nigrischen Regionen Dosso und Tillabéri und im Nordwesten an die malischen Regionen Gao und Kidal. In ihrem geologischen Aufbau ist die Region zum überwiegenden Teil dem Erdzeitalter Mesozoikum zuzurechnen. Im Südwesten an der Grenze zu den Regionen Dosso und Tillabéri gehört ein Abschnitt zum Erdzeitalter Tertiär.
Die Region Tahoua ist in die zwölf Departements Abalak, Bagaroua, Birni-N’Konni, Bouza, Illéla, Keita, Madaoua, Malbaza, Tahoua, Tassara, Tchintabaraden und Tillia unterteilt.
Weitere Städte neben Tahoua sind Abalak, Birni-N’Konni, Illéla und Madaoua.

## Geschichte
Die Region Tahoua geht auf die französische Kolonialzeit zurück. Im Juli 1922 wurde Niger in neun Kreise (cercles) gegliedert, die aus Unterabteilungen (subdivisions) bestanden. Der Kreis Tahoua setzte sich aus den Unterabteilungen Tahoua, Tahoua-Nomade, Birni-N’Konni und Madaoua zusammen. Nach der Unabhängigkeit Nigers im Jahr 1960 wurde die Kreise am 1. Januar 1961 durch 31 Bezirke (circonscriptions) ersetzt.
Der unmittelbare Vorgänger der Region Tahoua war das Departement Tahoua, das durch eine am 1. Oktober 1965 in Kraft getretene Verwaltungsreform geschaffen wurde, die Niger in sieben Departements (départements) gliederte. Die damaligen Departements wurden schließlich am 14. September 1998 in Regionen (régions) umgewandelt, die in ihrerseits Departements unterteilt sind.
Der Süden der Region war von der Hungerkrise in Niger in den Jahren 2004–2006 betroffen.

## Politik

### Gouverneur
An der Spitze der Region steht ein vom Ministerrat Nigers ernannter Gouverneur. Er vertritt den Gesamtstaat. Vor der Umwandlung in eine Region wurde das Gebiet nicht von einem Gouverneur, sondern von einem Präfekten geleitet.
Liste der Präfekte (Auswahl)
- 1980–1981: Youssoufa Maïga[4]
- 1981–1988: Mamadou Tandja[5]
- 1988–1989: Illias Almahady[6]
- 1997: Abdou Kaza[7]

Liste der Gouverneure (Auswahl)
- 2010–2011: Sani Issa Kaché[8]
- 2011–2013: Idé Amadou[9]
- 2013–2016: Barmou Salifou[10]
- 2016–2021: Moussa Abdourahamane[11]
- 2021–2023: Moussa Issa[12]
- seit 2023: Oumarou Tawayé[13]

### Regionalrat
Der Regionalrat (conseil régional) von Tahoua ist ein Organ der Deliberation. Er setzt sich aus gewählten Mitgliedern und Mitgliedern von Rechts wegen zusammen. Letztere, die nicht mehr als ein Fünftel der durch Wahl vergebenen Sitze einnehmen dürfen, sind Vertreter der chefferie traditionnelle, der traditionellen Herrscher. Der Regionalrat von Tahoua hat 41 gewählte Mitglieder.
Der Präsident des Regionalrats (président du conseil) und dessen ein bis zwei Stellvertreter sind ein Organ der Exekutive in der Region.

## Bevölkerung

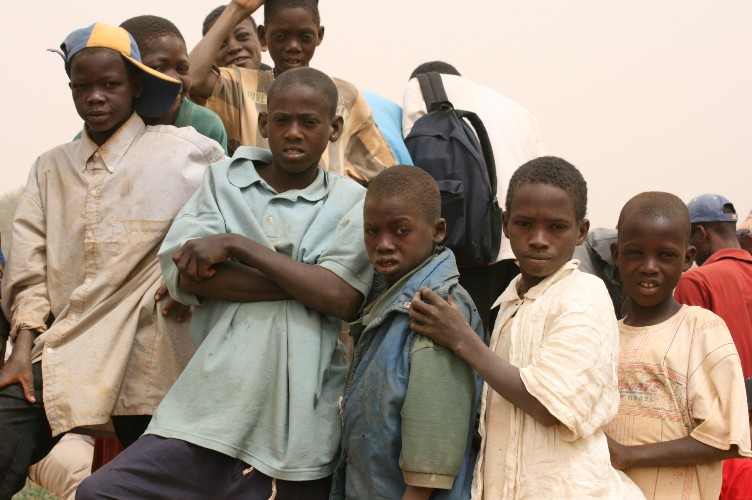
Kinder in der Region Tahoua (2008)

Das Gebiet der Region Tahoua hatte 1960, im Jahr der Unabhängigkeit Nigers, etwa 687.000 Einwohner. Die Volkszählung 1977 ergab 993.615 Einwohner, die Volkszählung 1988 1.305.417 Einwohner und die Volkszählung 2001 1.972.729 Einwohner. Die Volkszählung 2012 ergab 3.328.365 Einwohner.
Die größte Volksgruppe in der Region sind die Hausa mit 78 % der Gesamtbevölkerung, gefolgt von den Tuareg mit 18 %. Weitere Volksgruppen in Tahoua sind Fulbe mit 3 % sowie Araber und Zarma-Songhai mit jeweils 1 %.

## Wirtschaft und Infrastruktur
Der Süden der Region ist vergleichsweise feucht und fruchtbar, der Norden trockener und wüstenhafter. Wie im gesamten Niger besteht auch in Tahoua das Problem der Desertifikation. Die meisten Bewohner leben von der Landwirtschaft. Ferner tragen Auswanderer durch Geldüberweisungen erheblich zur Wirtschaft bei.
In der Region Tahoua gibt es 2097 Grundschulen, davon sind 16 Privatschulen. Die Brutto-Einschulungsrate betrug im Schuljahr 2009/2010 70,7 % (landesweit 72,9 %), bei Mädchen 55,9 % (landesweit 63,9 %). Auf einen Grundschullehrer kamen durchschnittlich 42 Schüler (landesweit 39). Die Grundschulabschlussrate betrug 46,6 % (landesweit 49,3 %), bei Mädchen 31,3 % (landesweit 41,5 %).